# Max-Bruch-Straße 8

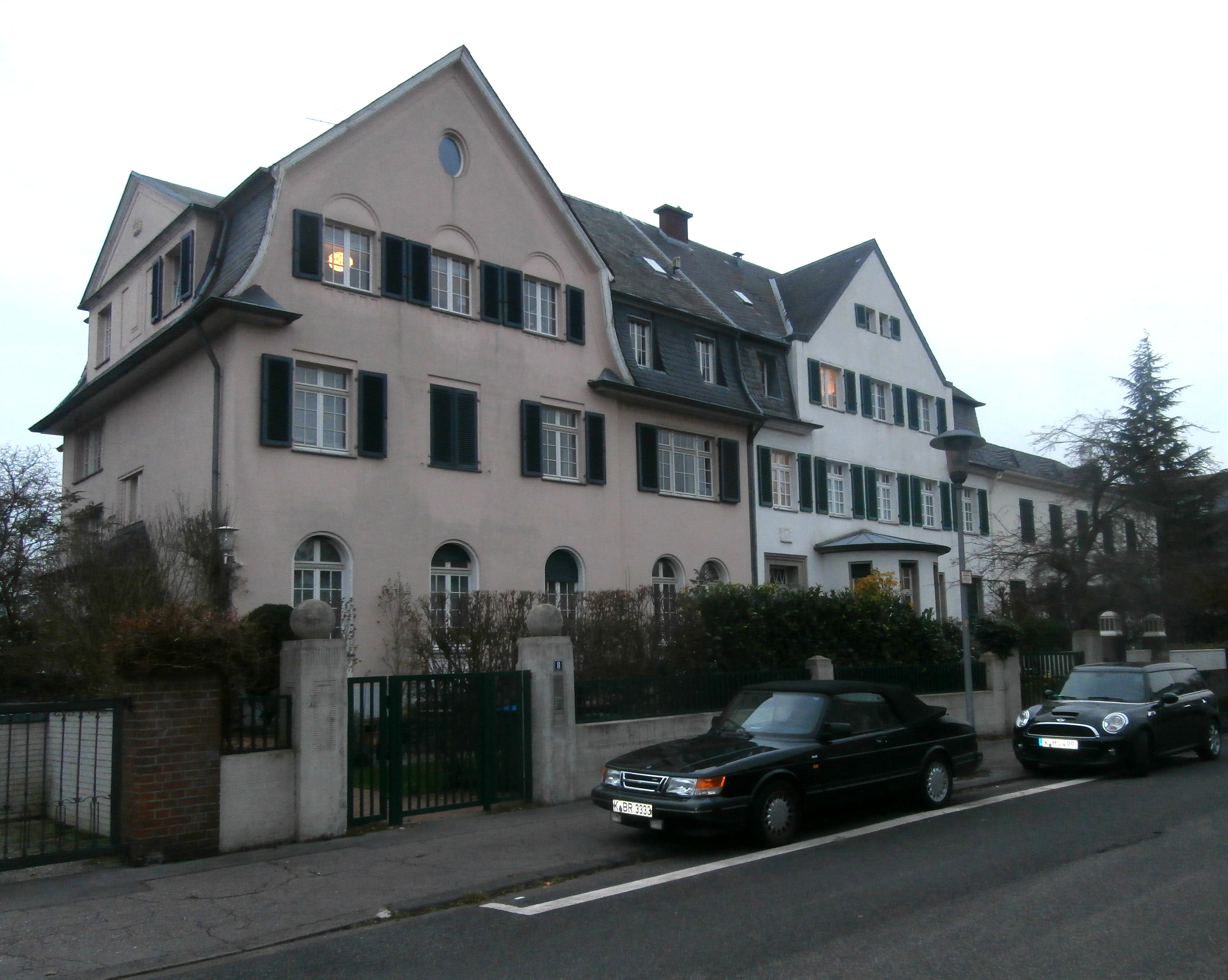
Wohnhäuser Max-Bruch-Straße 4–8, Nr. 8 links (2015)

Das Wohnhaus Max-Bruch-Straße 8 im Kölner Stadtteil Lindenthal ist ein unter Denkmalschutz stehendes Baudenkmal. Die um 1910 erbaute Halbvilla bildet mit dem südlich angrenzenden Haus Max-Bruch-Straße 6 ein Doppelhaus. Das Ensemble ist Teil der nach starken Zerstörungen während des Zweiten Weltkriegs nur noch in Fragmenten überlieferten Lindenthaler Villenbebauung, deren Ausbau nach Anlage des Stadtwalds in den Jahren ab 1898 bis zum Beginn des Ersten Weltkriegs ihren größten Umfang erreichte.

## Geschichte

### 1910 bis 1934
Anlage und Bebauung der zwischen Kitschburger Straße und Dürener Straße zur einen und Stadtwald zur anderen Seite gelegenen Max-Bruch-Straße und Brahmsstraße gehören zu den letzten vor dem Ersten Weltkrieg ausgeführten Erweiterungen der Lindenthaler Villenviertel im Umfeld der von 1895 bis 1898 angelegten städtischen Grünanlage. Das Neubauland stammte größtenteils aus dem Bestand der ehemaligen Güter Kitschburg und des im Eigentum der Bankiersfamilie von Stein stehenden Rittergutes Hohenlind.

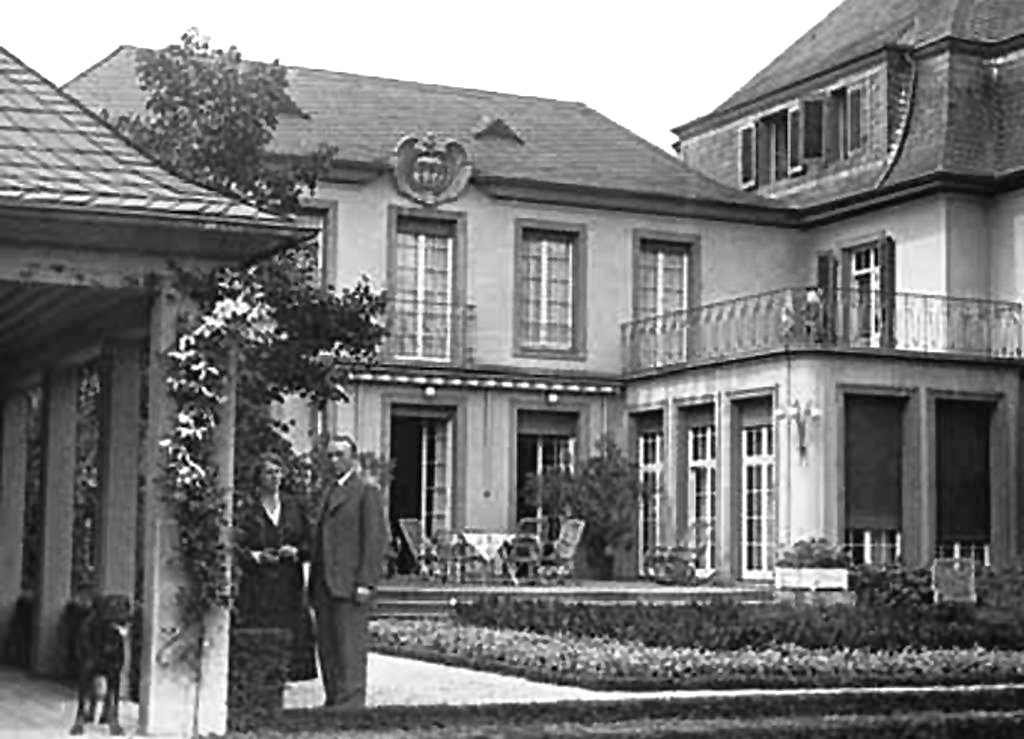
Haus Max-Bruch-Straße 6 mit dem Ehepaar Adenauer (um 1915)

1909/1910 erwarben der damalige Erste Beigeordnete der Stadt Köln, Konrad Adenauer und der seit 1908 in städtischen Diensten stehende Gerichtsassessor Max Berndorff an der Ostseite der in Anlage begriffenen Max-Bruch-Straße zwei nebeneinanderliegende Baugrundstücke von jeweils rund 1100 m2 Grundfläche und ließen auf diesen eine Doppelvilla ausführen. Adenauer war erst durch seine Wahl zum Ersten Beigeordneten am 22. Juli 1909 finanziell zu einer solchen Investition in der Lage, da sein Jahresgehalt mit 15.000 Mark, die nach Beschluss der Stadtverordnetenversammlung noch um weitere 3.000 Mark aufgestockt wurden, gut dotiert war.
Max Berndorff blieb jedoch nur wenige Jahre im Besitz der Halbvilla. Nachdem er am 12. September 1912 Konrad Adenauer mit erst 34 Jahren als nunmehr jüngsten Beigeordneten der Stadt Köln ablöste, erwarb er nach 1914 das ebenfalls in Lindenthal gelegene Haus Theresienstraße 16 und zog dorthin. Seine Haushälfte Max-Bruch-Straße 8 erwarb vor 1918 der jüdische Kaufmann Moritz Goldstein. Nach Goldsteins Tod im Jahr 1934 – die ersten Beschränkungen seitens der neuen Machthaber gegen Juden zeigten bereits ihre nachhaltige Wirkung – verzog seine Witwe Sophie Goldstein in das Haus Aachener Straße 392/394, wo sie gemeinsam mit ihrem Sohn Kurt wohnte. Die Haushälfte Max-Bruch-Straße 8 blieb zunächst unbewohnt.

### 1934 bis 1945
Möglicherweise stellte der Verwalter der Erben Goldstein, Rechtsanwalt Moritz Weinberg, den Kontakt zur Westdeutschen Bodenkreditanstalt her, die vermutlich 1936 das Haus Goldstein ankaufte und in der Folge an den Generalleutnant Fritz Kühne vermietete. Kühne hatte am 7. März 1936 das Kommando der 26. Infanterie-Division der Wehrmacht übernommen und mit dieser an der Rheinlandbesetzung teilgenommen, schied danach zum 31. Oktober 1938 aus dem aktiven Dienst aus, wurde aber im Vorfeld des Überfalls auf Polen im August 1939 wieder aktiviert.
Augenscheinlich gelangte die Haushälfte zu Beginn des Zweiten Weltkriegs dann in das Eigentum der Nationalsozialistischen Volkswohlfahrt (NSV), die in ihr ein Schwesternheim unterbrachte. Nach Kriegsende wurde die NSV auf Grund des Kontrollratsgesetzes Nr. 2 vom 10. Oktober 1945 verboten, ihr Besitz beschlagnahmt. Ihre Rechtsnachfolge als Eigentümer trat das Land Nordrhein-Westfalen an, das in den nunmehr im Haus eingerichteten drei Dienstwohnungen Angehörige des höheren Dienstes von höheren oder untergeordneten Landesdienststellen unterbrachte, darunter Ministerien, Universität oder Bezirksregierung in Köln.

### Ab 1945
Zu Beginn der 1950er Jahre lebte neben einer Witwe der Ministerialdirigent Felix Schwering, ein Bruder des Kölner Stadtverordneten, Oberbürgermeisters und Amtsnachfolgers von Konrad Adenauer, Ernst Schwering, mit seiner Ehefrau in der Villa. Zudem war in dieser Zeit Felix Elieser Shinnar, Leiter der von 1952 bis 1966 bestehenden Israel-Mission in Köln, in dem Haus wohnhaft. Neben Maria Schwering verzeichnen die Adressbücher bis 1966 aber nur den Oberarzt an der Universitäts-Nervenklinik, Professor Hans Heinrich Wieck als Mieter einer der drei Dienstwohnungen. Es folgten der Neurologe Gert Huffmann und ab 1980 der langjährige Kölner Regierungspräsident Franz-Josef Antwerpes, der die rund 170 m2 große Erdgeschosswohnung nebst 600 m2 Garten nutzte. Über die Frage der Marktgerechtigkeit der von Antwerpes zu zahlenden Wohnungsmiete entspann sich 1998 ein längerer Rechtsstreit. In diesem Jahr bot das Land die Immobilie zum Verkauf an.

### Max Berndorff
Als Sohn des Kaufmannes Nikolaus Berndorff und dessen Ehefrau Rosa, geborene Wirtz wurde der Katholik Max(imilian) Peter Joseph Hubert Berndorff am 3. Oktober 1878 in Köln geboren. Nach dem Besuch des Marzellengymnasiums und der Absolvierung eines Studiums der Rechtswissenschaften und anschließender Beschäftigung in der preußischen Justizverwaltung als Gerichtsreferendar und nach Ablegung des zweiten Staatsexamens als Gerichtsassessor trat der promovierte Jurist im Jahr 1908 in den Dienst der Stadt Köln. Bereits am 12. September 1912 folgte dort seine Wahl zum Beigeordneten. Während Berndorffs bis 1933 dauernden Amtstätigkeit an der Seite des Ersten Beigeordneten und späteren Oberbürgermeisters Konrad Adenauer sollte er in erster Linie für die internen Personalangelegenheiten und die Organisation der Verwaltung verantwortlich sein, ab 1929 fiel auch die Planung des Universitätsneubaus im inneren Grüngürtel in sein Ressort. Nur wenige Wochen nach der Machtübernahme durch die Nationalsozialisten musste Berndorff wegen angeblicher Korruption, so der Westdeutsche Beobachter in seiner Ausgabe vom 18. März 1933, ebenso wie sechs seiner Kollegen – darunter Ernst Schwering – seine Absetzung als Beigeordneter erleben. Der ermittelnde Sonderkommissar Richard Schaller war erst am Vortag eingesetzt worden. Die Absetzung Adenauers als Oberbürgermeister war bereits zuvor erfolgt. Der dem Zentrum nahestehende Max Berndorff starb am 26. Mai 1948 an den Folgen eines Herzinfarkts in Köln-Lindenthal im St.-Elisabeth-Krankenhaus. Der mit Elisabeth geb. Contzen verheiratete Beigeordnete im Ruhestand lebte zuletzt auf Gut Iven in Grottenherten bei Bedburg. In Köln-Bayenthal wurde zu seinen Ehren eine Straße nach ihm benannt.

### Moritz Goldstein
Der Kaufmann Moritz Goldstein stammte aus Halle in Westfalen, wo er ausweislich seiner Sterbeurkunde am 23. April 1868 geboren wurde. In Köln baute er ein Handelsunternehmen in Werkzeugmaschinen und Werkzeugen auf, das vor dem Ersten Weltkrieg unter wechselnden Adressen seinen Sitz hatte, so laut Adressbuch von 1906 in der Marzellenstraße und 1910 an der Venloer Str. 389. In den frühen 1920er Jahren verlegte Goldstein das Unternehmen auf ein zuvor unbebautes Grundstück an der Widdersdorfer Straße in Braunsfeld und die Verwaltung bzw. den Unternehmenssitz in das Deichmannhaus. Während für Entwurf und Ausführung der 1924–1925 an der Widdersdorfer Straße errichteten Halle noch die Bauunternehmung Peter Bauwens verantwortlich zeichnete, wählte Goldstein 1929 für die baukünstlerische Gestaltung der Erweiterung der Werkzeugmaschinenlagerhalle den arrivierten Architekten Robert Stern. Als Moritz Goldstein am 23. Juli 1934 im St.-Elisabeth-Krankenhaus in Lindenthal starb, hatten die Nationalsozialisten bereits die Macht in Deutschland ergriffen. Goldsteins Nachbar in der Max-Bruch-Straße, Konrad Adenauer, war bereits wie der Voreigentümer Max Berndorff im Jahr 1933 aus seinem Amt vertrieben worden. So waren Goldsteins Witwe Sophie (geborene Heilbrunn) und ihre Kinder gezwungen ihre bisherige Heimstatt aufzugeben. Zunächst blieb die Villa ungenutzt, in der Folge musste sie jedoch ebenso wie die Immobilie Widdersdorfer Straße 244 im Jahr 1936 unter Druck und folglich unter Wert veräußert werden. Neuer Eigentümer der mit ihrer markanten Backsteinfassade weitgehend original erhaltenen Lagerhalle wurde 1936 die Steirische Gussstahlwerke AG, die dort ihr Werk Köln unterbrachte und später Teil der Reichswerke Hermann Göring wurde.
Sophie Goldstein zog nach Aufgabe der Villa zur Miete in das Haus Aachener Straße 392/394 um, wo sie gemeinsam mit den Söhnen(?) Hans und Kurt wohnte. Das Adressbuch verzeichnete sie noch bis 1938, danach verliert sich ihre Spur. Einzige Erinnerung bleibt die Grabstätte ihres Ehemanns auf dem jüdischen Friedhof in Bocklemünd, Flur 21. Das aus Kunststein erstellte Grabmal mit teils fehlenden Metallbuchstaben verwittert jedoch zunehmend.

## Architektur
Die zweigeschossige Haushälfte mit ihrem stark gegliederten Mansarddach verfügt über eine fünfachsige Straßenfassade, von der drei Fensterachsen leicht vorspringen und übergiebelt sind. Die schmale Doppelachse zum Nachbarhaus Max-Bruch-Straße 6 ist im Obergeschoss zusammengezogen zu einem Rechteckfenster. Während sich im Erdgeschoss Rundbogenfenster finden, sind es in den Obergeschossen durch Sprossen unterteilte, mit Fensterläden versehene Rechteckfenster. Putzornamentik wurde nur zurückhaltend eingesetzt.
Die Eintragung des Wohnhauses Max-Bruch-Straße 8 in die Denkmalliste der Stadt Köln erfolgte am 7. März 1985 unter Nr. 2823.